# NGC 604
NGC 604 – wielki obszar H II w Galaktyce Trójkąta (Messier 33) znajdującej się w gwiazdozbiorze Trójkąta. Odkrył go William Herschel 11 września 1784 roku.

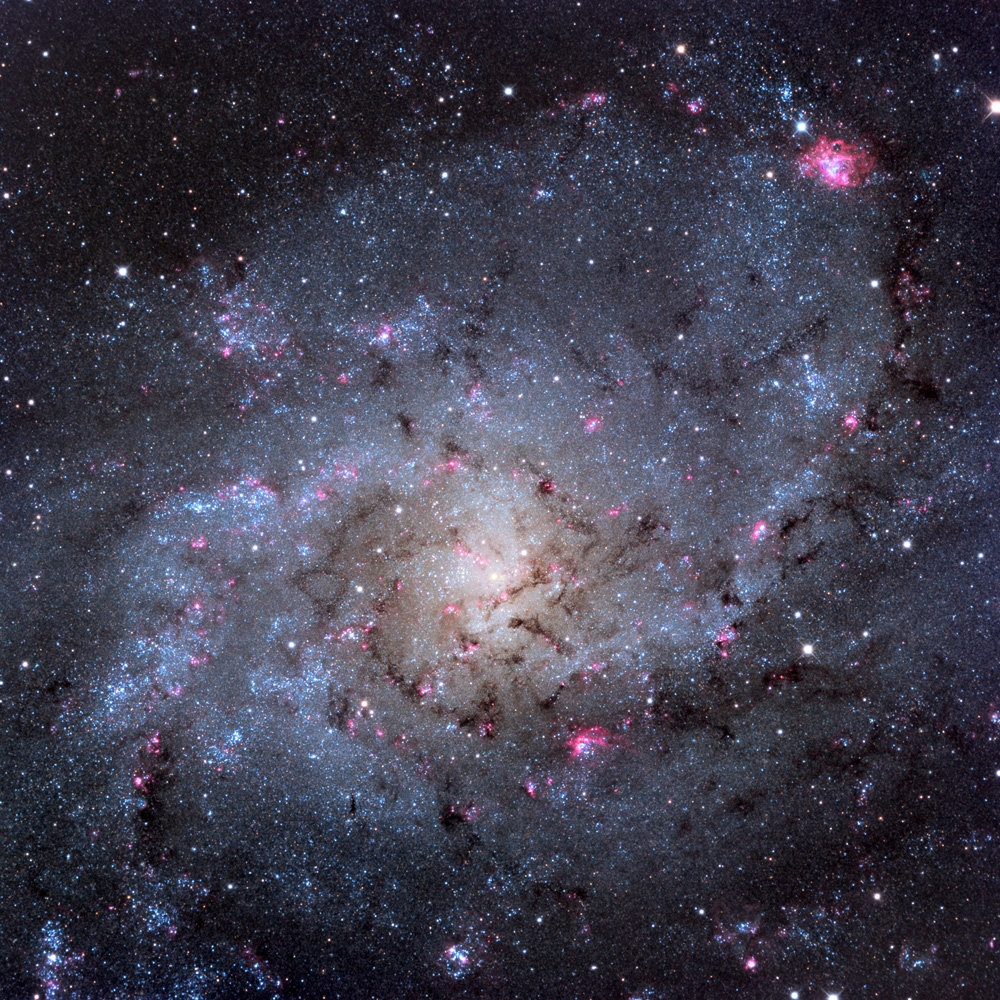
Centralna część Galaktyki Trójkąta. NGC 604 to różowy obłok w prawym górnym rogu zdjęcia (Mount Lemmon SkyCenter)

Jest to drugi pod względem masy (po 30 Doradus) obszar H II w Grupie Lokalnej Galaktyk – łączną masę zanurzonych w nim gwiazd szacuje się na około 160 tysięcy mas Słońca. Średni wiek tych gwiazd to ok. 4 miliony lat. Procesy gwiazdotwórcze w tym rejonie trwają do tej pory. W NGC 604 znajduje się kilka asocjacji masywnych gwiazd rozrzuconych po obszarze o średnicy ok. 200 parseków. Rejon zdominowany jest przez gromadę zawierającą ok. 200 gwiazd typu OB.